# Міранда-ду-Дору (парафія)
Міранда-ду-Дору (порт. Miranda do Douro; МФА: [mi.ˈɾɐ̃.dɐ du ˈdo.ɾu]) — парафія в Португалії, у муніципалітеті Міранда-ду-Дору. Розташована в північно-східній частині країни, на теренах історичної португальської провінції Трансмонтана. Входить до складу округу Браганса. За адміністративним поділом, чинним до 1976 року, терени парафії були складовою провінції Трансмонтана і Верхнє Дору. Належить до Брагансько-Мірандської діоцезії Католицької церкви. Патрон — Діва Марія. Площа — 35,5246 км². Населення — 2254 ос. (2011). Слабо урбанізований регіон. Густота населення — 63,45 осіб/км²
. Код — 040608.

## Населення
| Кількість мешканців | Кількість мешканців | Кількість мешканців | Кількість мешканців | Кількість мешканців | Кількість мешканців | Кількість мешканців | Кількість мешканців | Кількість мешканців | Кількість мешканців | Кількість мешканців | Кількість мешканців | Кількість мешканців | Кількість мешканців | Кількість мешканців |
| ------------------- | ------------------- | ------------------- | ------------------- | ------------------- | ------------------- | ------------------- | ------------------- | ------------------- | ------------------- | ------------------- | ------------------- | ------------------- | ------------------- | ------------------- |
| 1864                | 1878                | 1890                | 1900                | 1911                | 1920                | 1930                | 1940                | 1950                | 1960                | 1970                | 1981                | 1991                | 2001                | 2011                |
| 914                 | 966                 | 988                 | 982                 | 1 004               | 930                 | 1 064               | 1 290               | 1 331               | 5 867               | 1 746               | 1 793               | 1 950               | 2 127               | 2 254               |